# Quinconces des Jacobins
Les quinconces des Jacobins est un parc de la ville du Mans.

## Situation et description
Situés dans le secteur Centre, ils furent aménagés en 1792 par l'ingénieur Louis Bruyère. Auparavant, la place était occupée par les couvents des Jacobins et des Cordeliers. Sa disposition géographique est avant tout celle d'une esplanade. Celle-ci se situe au centre. Elle est tantôt réservée aux automobilistes pour se garer, tantôt pour des événements culturels ou festifs (expositions, forums ou foires, voir cirques). Autour de cette esplanade, sont surélevés différents parcs. Ils sont composés de rivières factices, donnant une atmosphère de forêt au cœur du centre ville. Cette eau est tirée de la Sarthe, située à quelques kilomètres de là. L'espace nord est très boisé, ce qui rend l'endroit assez sombre. C'est ici qu'une reproduction de forêt a été faite. De même y sont situées des statues commémoratives de l'époque sanglante de "l'après-révolution". Sur le flanc sud, des allées sablées ont été construites alors que des parterres de fleurs sont situés en bordure. Cet espace est privilégié pour les haltes de passants plus que pour l'installation des visiteurs. Ici aussi, de nombreux arbres viennent apporter une obscurité rafraîchissante en cas de canicule. Cette partie est moins "verte" que le côté nord, mais est plus fleurie. À l'est des quinconces, dans sa continuation, se situe le parc de Tessé. Ce dernier est rattaché au Musée-Château du même nom.

## Manifestations culturelles
Ces Quinconces sont situés juste derrière le centre culturel des Jacobins, constitué d'un complexe cinéma et d'une salle de spectacles. En temps normal, son esplanade est un parking payant de la ville. Cependant, de nombreuses manifestations y sont organisées toute l'année. Auquel cas, le parking est condamné, la place est réservée aux organisateurs. On voit par exemple le "Forum Jeune" à chaque début d'année scolaire. S'y déroulent également des expositions avec le Festival Puls'Art, rendez-vous annuel des amateurs d'art ou la 25e Heure du livre, le salon du livre de la ville à chaque automne. Cette place est également celle de prédilection lors de la venue de Fêtes foraines hivernales ou estivales.

## Accessibilité
- Ce site est desservi par la station de Tramway Jacobins - Quinconces.